# RK Borac Banja Luka
RK Borac Banja Luka (serbiska: Rukometni klub Borac Banja Luka) är en handbollsklubb från Banja Luka i Bosnien och Hercegovina, bildad 1950. Klubben vann Europacupen 1976 och EHF-cupen 1991.

## Spelare i urval
- Zlatan Arnautović
- Abaz Arslanagić
- Mladen Bojinović
- Patrik Ćavar
- Božidar Jović
- Milorad Karalić
- Aleksandar Knežević
- Nebojša Popović
- Iztok Puc
- Zdravko Rađenović
- Zlatko Saračević
- Danijel Šarić
- Irfan Smajlagić
- Branko Štrbac
- Orhan Medic